# Seznam vítězů smíšených dvojic na MS ve stolním tenise
Seznam vítězů smíšených dvojic na MS ve stolním tenise uvádí přehled smíšených dvojic, které získaly medaile na Mistrovstvích světa ve stolním tenise.

## Smíšená čtyřhra
Mistrovství světa ve stolním tenisu se hraje od roku 1957 každé dva roky, do té doby každý rok s přestávkou v době druhé světové války. V roce 2004 se od mistrovství světa oddělilo mistrovství světa družstev, které se nadále má konat v sudých letech (tj. střídavě s klasickým mistrovstvím světa jednotlivců a dvojic).
| Rok a místo         | Zlato                                       | Stříbro                                     | Bronz                                                                       |
| ------------------- | ------------------------------------------- | ------------------------------------------- | --------------------------------------------------------------------------- |
| MS 1926 Londýn      | -                                           | -                                           | -                                                                           |
| MS 1928 Stockholm   | Mária Mednyánszky Zoltan Mechlovits         | Erika Metzger Daniel Pecsi                  | Joan Ingram Charles Bull Winifred Land Fred Perry                           |
| MS 1929 Budapešť    | Anna Sipos István Kelen                     | Magda Gal László Bellak                     | Trude Wildam Alfred Liebster Mária Mednyánszky Zoltan Mechlovits            |
| MS 1930 Berlín      | Mária Mednyánszky Miklós Szabados           | Anna Sipos István Kelen                     | Ingeborg Carnatz Viktor Barna Magda Gal Sandor Glancz                       |
| MS 1931 Budapešť    | Mária Mednyánszky Miklós Szabados           | Anna Sipos Viktor Barna                     | Magda Gal Sandor Glancz Marta Komaromi László Bellak                        |
| MS 1932 Praha       | Anna Sipos Viktor Barna                     | Mária Mednyánszky Miklós Szabados           | Maria Maskaková Sandor Glancz Magda Gal Jaroslav Jilek                      |
| MS 1933 Baden       | Mária Mednyánszky István Kelen              | Magda Gal Sandor Glancz                     | Annemarie Schulz Nikita Madjaroglou Anna Sipos Viktor Barna                 |
| MS 1934 Paříž       | Mária Mednyánszky Miklós Szabados           | Anna Sipos Viktor Barna                     | Marie Smidová-Masaková Stanislav Kolář Kathleen Berry László Bellak         |
| MS 1935 Londýn      | Anna Sipos Viktor Barna                     | Mare Kettnerová Stanislav Kolář             | Margaret Knott-Osborne Adrian Haydon Mária Mednyánszky Miklós Szabados      |
| MS 1936 Praha       | Gertrude Kleinová Miloslav Hamr             | Mária Mednyánszky István Kelen              | Marie Smidová-Masaková Stanislav Kolář Annemarie Schulz Helmut Ulrich       |
| MS 1937 Baden       | Vera Votrubcová Bohumil Váňa                | Marie Kettnerová Stanislav Kolář            | Angelica Rozeanuová Geza Eros Emily Fuller Abe Berenbaum                    |
| MS 1938 Londýn      | Wendy Woodhead László Bellak                | Vera Votrubcová Bohumil Váňa                | Trude Pritzi Alfred Liebster Marie Kettnerová Vaclav Tereba                 |
| MS 1939 Káhira      | Vera Votrubcová Bohmil Vana                 | Marie Kettnerová Vaclav Tereba              | Trude Pritzi Mansour Helmy Hilde Bussmann Marcel Geargoura                  |
| MS 1947 Paříž       | Gizella Lantos-Gervai-Farkas Ferenc Soos    | Vlasta Depetrisová Adolf Šlár               | Margaret Franks Viktor Barna Davida Hawthorn William Holzrichter            |
| MS 1948 Londýn      | Thelma Thall Richard Miles                  | Vlasta Depetrisová Bohumil Váňa             | Dora Beregi Ferenc Sidó Angelica Rozeanuová Richard Bergmann                |
| MS 1949 Stockholm   | Gizella Lantos-Gervai-Farkas Ferenc Soos    | Kveta Hrusková Bohumil Váňa                 | Patricia McLean Martin Reisman Margaret Franks Johnny Leach                 |
| MS 1950 Budapešť    | Gizella Lantos-Gervai-Farkas Ferenc Soos    | Kveta Hrusková Bohumil Váňa                 | Eliska Krejcová-Furstová Ladislav Štípek Angelica Rozeanuová Ivan Andreadis |
| MS 1951 Vídeň       | Angelica Rozeanuová Bohumil Váňa            | Ermelinde Rumpler-Wertl Vilim Harangozo     | Rozsi Karpati József Koczian Diane Scholer-Rowe Johnny Leach                |
| MS 1952 Bombaj      | Angelica Rozeanuová Ferenc Sidó             | Diane Scholer-Rowe Johnny Leach             | Gizella Lantos-Gervai-Farkas József Koczian Rosalind Rowe Viktor Barna      |
| MS 1953 Bukurešť    | Angelica Rozeanuová Ferenc Sidó             | Ermelinde Rumpler-Wertl Žarko Dolinar       | Eva Földi-Koczian László Földi Gizella Lantos-Gervai-Farkas József Koczian  |
| MS 1954 Londýn      | Gizella Lantos-Gervai-Farkas Ivan Andreadis | Fujie Eguchi Yoshio Tomita                  | Ermelinde Rumpler-Wertl Žarko Dolinar Rosalind Rowe Viktor Barna            |
| MS 1955 Utrecht     | Eva Földi-Koczian Kalman Szepesi            | Helen Elliot Aubrey Simons                  | Eliska Krejcová-Furstová Ladislav Štípek Shizuki Narahara Toshiaki Tanaka   |
| MS 1956 Tokio       | Leah Neuberger-Thall Erwin Klein            | Ann Haydonová Ivan Andreadis                | Ella Constantinescu-Zeller Toma Reieter Yoshiko Tanaka Motoo Fujii          |
| MS 1957 Stockholm   | Fujie Eguchi Ichiro Ogimura                 | Ann Haydonová Ivan Andreadis                | Helen Elliot Ludvik Vyhnanovsky Taeko Namba Keisuke Tsunoda                 |
| MS 1959 Dortmund    | Fujie Eguchi Ichiro Ogimura                 | Kimiyo Matsuzaki Teruo Murakami             | Gizella Lantos-Gervai-Farkas Zoltan Berczik Sun Meiying Wang Chuanyao       |
| MS 1961 Peking      | Kimiyo Matsuzaki Ichiro Ogimura             | Han Yuzhen Li Furong                        | Sun Meiying Wang Chuanyao Masako Seki Nobuya Hoshino                        |
| MS 1963 Praha       | Kazuko Ito-Yamaizumi Koji Kimura            | Masako Seki Keiichi Miki                    | Qiu Zhonghui Zhuang Zedong Eva Földi-Koczian Janos Fahazi                   |
| MS 1965 Ljubljana   | Masako Seki Koji Kimura                     | Lin Huiqing Zhang Xielin                    | Liang Lizhen Zhuang Zedong Naoko Fukazu Kei Konaka                          |
| MS 1967 Stockholm   | Noriko Yamanka Nobuhiko Hasegawa            | Naoko Fukazu Kei Konaka                     | Maria Alexandru Dorin Giurgiuca Zoja Rudnowa Anatolij Amelin                |
| MS 1969 Mnichov     | Yasuko Konno Nobuhiko Hasegawa              | Shaeko Hirota Mitsuru Kohno                 | Mary Wright-Shannon Denis Neale Toshiko Kowada Shigeo Itoh                  |
| MS 1971 Nagoja      | Lin Huiqing Zhang Xielin                    | Maria Alexandru Anton Stipančić             | Mieko Fukuno Tokuyasu Nishii Diane Scholer-Rowe Eberhard Scholer            |
| MS 1973 Sarajevo    | Li Li Liang Geliang                         | Asta Stankene-Gedraitite Anatolij Strokatow | Cheng Huaiying Yu Changchun Alice Grofová-Chaldková Josef Dvoracek          |
| MS 1975 Kalkata     | Tatiana Ferdman Stanisław Gomoskow          | Jelmira Antonjan Sarkis Sarchojan           | Zhang Li Liang Geliang Yukie Ohzeki Shigeo Itoh                             |
| MS 1977 Birmingham  | Claude Bergeret Jacques Secrétin            | Sachiko Yokota Tokio Tasaka                 | Yan Guili Li Zhenshi Lee Ki-Won Lee Sang-Kuk                                |
| MS 1979 Pchjongjang | Ge Xinai Liang Geliang                      | Yan Guili Li Zhenshi                        | Zhang Deying Wang Huiyuan Claude Bergeret Jacques Secrétin                  |
| MS 1981 Novi Sad    | Huang Junqun Xie Saike                      | Tong Ling Chen Xinhua                       | Huang Liang Pu Qijuan Branka Batinic Dragutin Šurbek                        |
| MS 1983 Tokio       | Ni Xialian Guo Yuehua                       | Tong Ling Chen Xinhua                       | Cao Yanhua Cai Zhenhua Huang Junqun Xie Saike                               |
| MS 1985 Göteborg    | Cao Yanhua Cai Zhenhua                      | Marie Hrachová Jindřich Panský              | Jiao Zhimin Fan Changmao Tong Ling Chen Xinhua                              |
| MS 1987 Nowe Delhi  | Geng Lijuan Hui Jun                         | Jiao Zhimin Jiang Jialiang                  | Guan Jianhua Wang Chao Yang Young-Ja Ahn Jae-Hyung                          |
| MS 1989 Dortmund    | Hyun Jung-Hwa Yoo Nam-Kyu                   | Gordana Perkučin Zoran Kalinić              | Chen Jing Chen Zhiein Gao Junchang Chen Longcan                             |
| MS 1991 Chiba       | Liu Wei Wang Tao                            | Chen Zihe Xie Chaojie                       | Li Bun-Hui Kim Song-Hui Otilia Badescu Kalinikos Kreanga                    |
| MS 1993 Göteborg    | Liu Wei Wang Tao                            | Hyun Jung-Hwa Yoo Nam-Kyu                   | Bok Yu-Sun Li Sung-Il Qiao Yunping Ma Wenige                                |
| MS 1995 Tchien-ťin  | Liu Wei Wang Tao                            | Teng Ja-pching Kchung Ling-chuej            | Ryu Ji-Hae Lee Chul-Seung Marie Svensson Erik Lindh                         |
| MS 1997 Manchester  | Wu Na Liou Kuo-liang                        | Teng Ja-pching Kchung Ling-chuej            | Wang Nan Wang Li-čchin Chen Jing Chiang Penglung                            |
| MS 1999 Eindhoven   | Zhang Yingying Ma Lin                       | Jin Sun Feng Zhe                            | Wang Nan Wang Li-čchin Wang Ying Qin Zhijian                                |
| MS 2001 Ósaka       | Yang Ying Qin Zhijian                       | Kim Moo-Kyo Oh Sang-Eun                     | Bai Yang Zhan Jian Jin Sun Liou Kuo-liang                                   |
| MS 2003 Paříž       | Wang Nan Ma Lin                             | Bai Yang Liu Guozheng                       | Li Nan Wang Chao Niu Jianfeng Qin Zhijian                                   |
| MS 2005 Šanghaj     | Guo Yue Wang Li-čchin                       | Bai Yang Liu Guozheng                       | Cao Zhen Qiu Yike Guo Yan Yan Sen                                           |
| MS 2007 Zábřeh      | Wang Li-čchin Guo Yue                       | Ma Lin Wang Nan                             | Qiu Yike Cao Zhen Lai Chak Ko Yana Tie                                      |
| MS 2009 Jokohama    | Li Ping Cao Zhen                            | Čang Ťi-kche Mu Zi                          | Hao Shuai Chang Chenchen Zhang Chao Yao Yan                                 |
| MS 2011 Rotterdam   | Zhang Chao Cao Zhen                         | Hao Shuai Mu Zi                             | Cheung Yuk Jiang Huajun Seiya Kishikawa Ai Fukuhara                         |
| MS 2013 Paříž       | Kim Hyok-Bong Kim Jong                      | Lee Sang-Su Park Young-Sook                 | Cheung Yuk Jiang Huajun Wang Li-čchin Rao Jingwen                           |

## Mužské týmy
- Čína – 1961, 1963, 1965, 1971, 1975, 1977, 1981, 1983, 1985, 1987, 1995, 1997, 2001, 2004, 2006, 2008, 2010, 2012, 2014, 2016
- Maďarsko – 1926, 1928, 1929, 1930, 1931, 1933, 1934, 1935, 1938, 1949, 1952, 1979
- Japonsko – 1954, 1955, 1956, 1957, 1959, 1967, 1969
- Československo  – 1932, 1939, 1947, 1948, 1950, 1951
- Švédsko  – 1973, 1989, 1991, 1993, 2000
- Anglie  – 1953
- USA  – 1937
- Rakousko – 1936

## Ženské týmy
- Čína – 1965, 1975, 1977, 1979, 1981, 1983, 1985, 1987, 1989, 1993, 1995, 1997, 2000, 2001, 2004, 2006, 2008, 2012, 2014, 2016
- Japonsko  – 1952, 1954, 1957, 1959, 1961, 1963, 1967, 1969, 1971
- Rumunsko  – 1950, 1951, 1953, 1955, 1956
- Československo – 1935, 1936, 1938
- Anglie  – 1947, 1948
- USA  – 1937, 1949
- Jižní Korea – 1973, 1991
- Německo – 1934, 1939
- Singapur – 2010